# La Suissa
La Suissa è un'industria dolciaria fondata in Piemonte nel 1981 con sede ad Arquata Scrivia, nel Novese.

## Storia
la Suissa è stata fondata nel 1981 dai signori Giancarlo Piella e Carlo Luigi Taccin. l'8 giugno 2016 viene reso noto, tramite comunicato stampa, che la società Alto partners acquisisce, per mezzo di un'operazione di family buy out operato tramite il fondo di private equity Alto Capital III, l'80% del capitale di La Suissa; il restante 20% rimane ai soci fondatori Piella e Taccin. Nel 2019 l'azienda si interessa all'acquisizione dei macchinari dismessi degli stabilimenti di Novi Ligure della Pernigotti. Nel 2019 la Società è stata acquisita dal Gruppo Colussi.

## Produzione
L'azienda lavora il cioccolato nello stabilimento di Arquata Scrivia, nella zona del Novese, territorio che ospita questo e altri importanti marchi del settore dolciario nazionale. La produzione spazia dalle tavolette di cioccolato a lavorati quali cioccolatini (in particolare gianduiotti), praline e  prodotti da ricorrenza (come, ad esempio, uova di Pasqua), arrivando a produrre circa 2000 tonnellate all'anno. Circa il 40% della produzione viene esportato  

## Logo
Il logo è un logotipo rosso scritto coi caratteri Rataczak Swash e Garamond book italic.